# Alexandra Prince
Alexandra Prince (* 3. November 1975 in Hamburg, bürgerlicher Name Alexandra Prinz) ist eine deutsche Sängerin und Songwriterin. Prince ist auch unter dem Pseudonym Almina bekannt.

## Leben
Alexandra Prince wuchs in Hamburg als Tochter einer brasilianischen Tänzerin und eines deutschen Vaters auf. Mit 14 Jahren sammelte sie die ersten Erfahrungen im Tonstudio. Den Durchbruch schaffte sie 1997 mit dem Hit Lonely des Sängers Nana, mit dem sie unter anderem Platz 1 der Charts in Deutschland und der Schweiz sowie Platz 2 in Österreich erreichte. 1998 erreichte sie mit How We Livin’ erstmals als Solokünstlerin die Top 30 und hielt sich daraufhin 16 Wochen lang in den Charts. Zusammen mit Syke ’n Sugarstarr erreicht sie 1999 Platz 8 in Finnland und Platz 56 in Frankreich.
Einer ihrer größten Erfolge in der Dance-Szene gelang ihr mit So Many Times von Gadjo Feat. Alexandra Prince, mit dem sie es 2005 in 14 Ländern auf Platz 1 der Dancecharts schaffte. Zudem wurde So Many Times bei den House Music Awards in der Rubrik „Best Song“ nominiert. 2012 erschien Mas Que Nada von Richard Grey and Nari & Milani und schaffte es neben Platz 5 der kanadischen House Charts in die Top 10 der DMC und in die Top 20 der Music Week Cool Cuts Charts.

## Songwriterin und Studiosängerin
Alexandra Prince wurde auch als Studiosängerin und Songwriterin diverser erfolgreicher Produktionen bekannt. So schrieb sie Songs für No Angels, Oliver Moldan, Moguai oder das Label Deep Dish. Neben diversen Titeln der Booya Family sang sie im Background für Samy Deluxe, Fettes Brot, Kool Savas und diverse Pop-Künstler der 90er Jahre (Blümchen, Die 3. Generation, Sqeezer u. v. a.).
Zusammen mit der Hip-Hop-Produzentin Melbeatz bildet Alexandra Prince das Danceprojekt Durstlöscher. 2015 ist sie im Hintergrund auf dem Album Aeria von Oonagh zu hören.
2018 war sie Backgroundsängerin für das SaMTV-Unplugged-Album von Samy Deluxe, während der Tour war sie ebenfalls als Sängerin mit dabei.

## Diskografie

### Singles
- 1998: How we Livin’ (Alex Prince feat. Mazaya)
- 1999: Whatever (Alex Prince)
- 2003: Cruisin (Nalin & Kane vs. Denis the Manace feat. Alexandra Prince)
- 2005: So many Times (Gadjo feat. Alexandra Prince)
- 2006: Are You Watching Me, Watching You (mit Syke ’n Sugarstarr)
- 2006: Alive (Locktown & Alexandra Prince)
- 2006: I Can’t Get Enough (Fireflies feat. Alexandra Prince)
- 2006: I Can’t Get Enough (Alexandra Prince)
- 2007: Hi ’N’ Bye (Till West & Eddie Thoneick vs. Alexandra Prince)
- 2008: Show Me What You Got (Plastik Funk feat. Alexandra Prince)
- 2008: Skydivin’ (Darren Styles/Nalin & Kane feat. Alex Prince)
- 2012: Mas Que Nada (Richard Grey and Nari & Milani feat. Alex Prince)
- 2019: U.N.I.T.Y. 2020 (Afrob feat. Alexandra Prince)

### Diskografie mit Durstlöscher
Alben mit Durstlöscher
- 2012: Feierbiester

Singles mit Durstlöscher
- 2012: Hart/Raketenpulver
- 2012: Tanz bis zum Ende
- 2012: Druck im Club

## Wirken als Almina
2004 nahm sie für die Reality-TV-Show Die Alm das Titellied So ist das Spiel, so ist das Leben auf. Geschrieben wurde der Titel von Klaus Hirschburger und Lukas Hilbert. Sie erreichte damit die deutschen und die österreichischen Singlecharts.
Sie bekam Engagements bei Evergreens wie „Peter Pan“, „Rotkäppchen“ und „West Side Story“. Sie war Co-Autorin an dem Stück „A New World“.
Singles
- 2004: So ist das Spiel, so ist das Leben
- 2004: Endlich Herbst, schöner Herbst